# Колльм

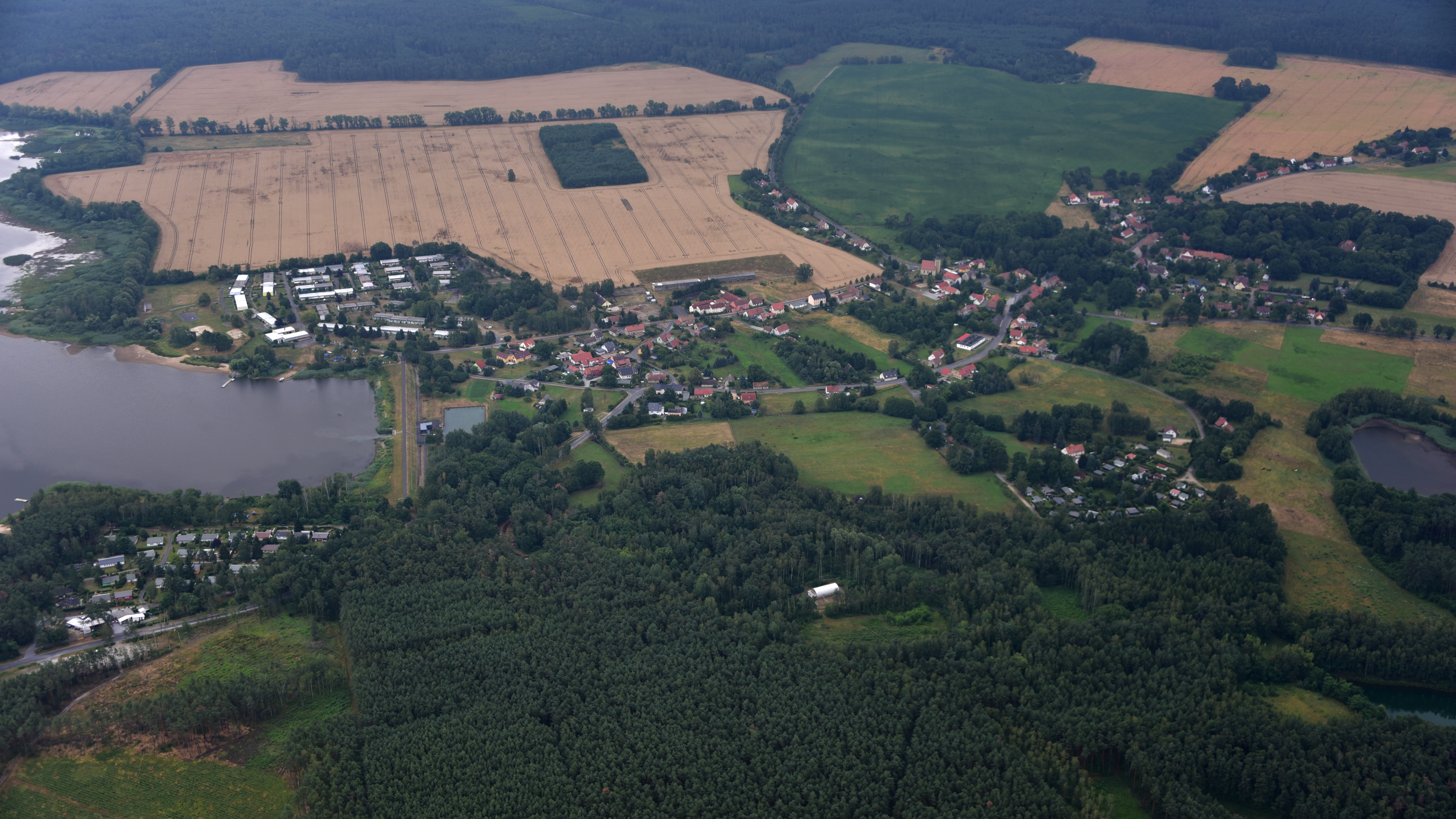

Колльм или Холм (нем. Kollm; в.-луж. Chołm) — деревня в Верхней Лужице, Германия. Входит в состав коммуны Квицдорф-ам-Зе района Гёрлиц в земле Саксония. Подчиняется административному округу Дрезден.

## География
Находится на западном берегу водохранилища Квицдорф (Кветанецы) в семи километрах на юго-запад от города Ниски на восточной границе биосферного заповедника «Пустоши и озёра Верхней Лужицы». В деревне пересекаются автомобильные дороги K8457 (с севера на юг) и K8456 (с юго-востока на северо-запад). На севере от деревни в лесном массиве находится холм «Гмейнска-Гора» (Gmejnska hora) высотой 222 метра.
Соседние населённые пункты: на юго-востоке — деревни Джежа коммуны Вальдхуфен, на юге — деревня Дренов коммуны Хоэндубрау, на юго-западе — деревня Радшов коммуны Хоэндубрау и на северо-западе — деревня Каментна-Вольшинка коммуны Квицдорф-ам-Зе.

## История
Впервые упоминается в 1396 году под наименованием Kolme, в современной орфографии — в 1791 году.
Развитие деревни непосредственно связано с разработкой близлежащих угольных карьеров, которые разрабатывались во времена ГДР. Наибольшая численность в 584 жителей зафиксирована в 1950 году. После закрытия близлежащих угольных карьеров в начале 1990-х годов численность жителей упала до 284 человека в 2014 году.
В настоящее время деревня входит в состав культурно-территориальной автономии «Лужицкая поселенческая область», на территории которой действуют законодательные акты земель Саксонии и Бранденбурга, содействующие сохранению лужицких языков и культуры лужичан.
Исторические немецкие наименования
- Kolme, 1396
- Kolman, 1421
- Culmen, 1469
- Kollmen, 1536
- Collm, 1791

## Население
Официальным языком в населённом пункте, помимо немецкого, является также верхнелужицкий язык.
Согласно статистическому сочинению «Dodawki k statisticy a etnografiji łužickich Serbow» Арношта Муки в 1884 году в деревне проживало 401 человек (из них — 200 серболужичанина).
Лужицкий демограф Арношт Черник в своём сочинении «Die Entwicklung der sorbischen Bevölkerung» указывает, что в 1956 году при общей численности в 572 человека серболужицкое население деревни составляло три человека, из которых 1 человек владел верхнелужицким языкам активно и два — пассивно.
| 1825 | 1871 | 1885 | 1905 | 1925 | 1939 | 1946 | 1950 | 1964 | 1990 | 2014 |
| ---- | ---- | ---- | ---- | ---- | ---- | ---- | ---- | ---- | ---- | ---- |
| 383  | 451  | 421  | 360  | 433  | 404  | 480  | 584  | 482  | 376  | 284  |